# Gare de la Douzillère
Gare de la Douzillère vasútállomás Franciaországban, Joué-lès-Tours településen.

## Vasútvonalak
Az állomást az alábbi vasútvonalak érintik:
- Joué-lès-Tours-Châteauroux-vasútvonal

## Kapcsolódó állomások
A vasútállomáshoz az alábbi állomások vannak a legközelebb:
- Gare de Joué-lès-Tours (Gare de Tours)
- Gare de Montbazon (Gare de Loches)